# Crypsimetalla
Crypsimetalla is een geslacht van vlinders van de familie spanners (Geometridae), uit de onderfamilie Ennominae.

## Soorten
- C. aurata Warren, 1902
- C. fimbriata Warren, 1905
- C. flava Warren, 1905